# Bigwig

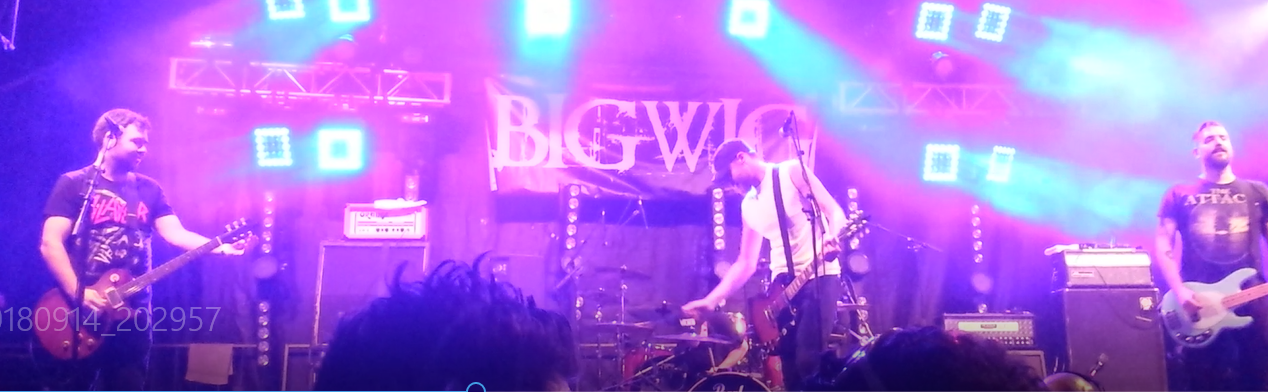
Bühnenbild der Band Bigwig (Music 4 Cancer Festival 2018) im kanadischen Quebec

Bigwig ist eine Hardcore-Punk-, Punkrock- und Thrash-Band aus New Jersey.
Seit ihrer Gründung haben sie ständig an Popularität gewonnen, insbesondere da sie mit Bands wie Pennywise, Less Than Jake, The Vandals, The Suicide Machines, Agnostic Front, Lagwagon, und Reel Big Fish gespielt haben.

## Diskografie
- 1997: Un-Merry Melodies (Fearless Records)
- 1999: Stay Asleep (Kung Fu Records)
- 2001: Invitation to Tragedy (Fearless Records)
- 2006: Reclamation (Fearless Records)